# Rodrigo Palacio
Rodrigo Sebastián Palacio (født 5. februar 1982 i Bahía Blanca, Argentina) er en argentinsk fodboldspiller (angriber), der spiller hos Bologna i Italien.
Palacio startede sin seniorkarriere i hjemlandet, hvor han blandt andet var tilknyttet Buenos Aires-storklubberne Banfield og Boca Juniors. I 2009 rykkede han til Italien, hvor han først spillede tre sæsoner hos Genoa CFC, inden han i 2012 skrev kontrakt med Inter.

## Landshold
Palacio står (pr. marts 2018) noteret for 23 kampe og tre scoringer for det argentinske landshold. Han debuterede for argentinerne den 9. marts 2005 i en venskabskamp mod Mexico. Siden da har han repræsenteret sit land ved både VM i 2006 i Tyskland og VM i 2014 i Brasilien.